# Seconda battaglia di Casteldelfino
La battaglia di Casteldelfino talvolta anche denominata Battaglia di Pietralunga, per distinguerla dalla precedente battaglia, fu uno scontro militare avvenuto nel luglio del 1744 durante la guerra di successione austriaca tra Francia e Regno di Sardegna.

## Mosse preliminari
Una prima offensiva borbonica, condotta dagli spagnoli, in Piemonte era stata fermata dopo tre giorni di combattimenti in Val Varaita, nei pressi del paese di Casteldelfino (7-10 ottobre 1743).
Nel luglio 1744, un esercito francese comandato dal principe di Conti cercò di entrare in Piemonte dalle Alpi occidentali. Le prime colonne dell'esercito francese presero la testa delle valli Stura e Maira, mentre altre tre colonne, la 7°, 8° e 9°, furono posizionate alla testa della valle Varaita. La settima colonna era composta da sei battaglioni sotto il tenente generale Don Luigi Gandinga. Lasciò Guillestre e passò per San Paolo e Maurin, prendendo la testa del Colle dell’Agnello per minacciare la valle di Casteldelfino. Si ritirò poi per guadagnare Acceglio nella valle Maira a sostegno della sesta colonna sotto il tenente generale Comte de Lautrec, che aveva l'ordine di guadagnare il villaggio di Preit per minacciare la Val Maira.
Il marchese de Camposanto, tenente generale con cinque battaglioni che componevano l'ottava colonna, avanzò dal campo di Pontcernieres vicino a Briançon, a poca distanza dalle valli Varaita e Maira. Il balivo di Givry, tenente generale alla testa di dieci battaglioni che formavano la nona colonna, catturò il divario di Montgeneve e scese nella valle del Cesana per ingannare il re sardo Carlo Emanuele III. Givry fece una finta e prese Gardetta alla valle di Bellino e si impadronì anche della cima del Col du Bondormir che domina la valle di Casteldelfino. Il brigadiere generale François de Chevert comandò 1 500 uomini di diversi reggimenti e quattro compagnie di granatieri della brigata di Poitou. Tutte queste nove colonne si trovavano alle posizioni assegnate da Contì dopo aver viaggiato su strade fortemente bagnate dalla pioggia.
Il principe Conti e Filippo di Spagna, detto "l'infante di Spagna', scendendo verso il Colle dell'Argentera alla testa della loro colonna, portarono Bersezio in Valle Stura davanti alla roccia della Barricata. Il tenente generale sabaudo Pallavicini, informato dalle sue spie che tre corpi nemici si stavano avvicinando con una manovra di avvolgimento, abbandonò l'alto e il basso Lobiera e l'accampamento della Montagnetta, posizioni forti da assumere per qualsiasi esercito. Dopo il suo successo, il principe Conti era preoccupato per la situazione delle colonne che combattevano alla sua sinistra. Il Maresciallo di campo de Villemur inviò un ufficiale per dare notizia della vittoria sulla destra, ma il messaggero annegò. Altri corrieri furono inviati contemporaneamente al balivo di Givry e al marchese Pallavicini, ma non riuscirono ad arrivare in tempo per fermare il futile combattimento in Valle Varaita.
Il tenente generale de Gandica, alla testa della settima colonna, prese Acceglio in Valle Maira, per poi entrare in Valle Varaita per sostenere l'ottava e la nona colonna. Il marchese de Camposanto, capo dell'ottava colonna, raggiunse la montagna di Traversiera con cinque battaglioni. Per arrivarci marciò ai piedi del Monte Peirol, dove avanzò contro il campo trincerato dell'altopiano della Bicocca. Il suo scopo non era un assalto generale. Voleva solo creare un po' di rumore ed evitare la presenza del nemico alle trincee principali di Pietralunga. Il balivo di Givry fece una finta e arrivò con la nona colonna da Briancon all'altro lato del Monginevro. Poi tornò e si recò al Colle dell'Agnello. Comandava il Conte de Danois, un tenente generale, e dieci battaglioni, di cui tre del reggimento di Poitou sotto il tenente colonnello Morenne. Aveva anche un'avanguardia sotto Chevert, che comandava un distaccamento di 1 500 uomini e quattro compagnie di granatieri. Chevert attaccò l'avamposto di Chayol il 16 luglio, ma si ritirò dopo aver scambiato il fuoco con le forze nemiche vicino a Gardetta.
Durante la notte tra il 16 e il 17, i francesi si accamparono a Chayol, mentre le truppe savoiarde fecero lo stesso a Gardetta. In questo periodo, i francesi furono informati delle posizioni nemiche da una spia.

## La battaglia
Chevert sapendo che il nemico aveva un numero equivalente di truppe, decise di attaccare. I granatieri francesi lottarono per entrare a Bondormir e dovettero attaccare diversi edifici difesi con fermezza. A quel tempo, Danois arrivò con la brigata di Poitou. Chevert ordinò una manovra di aggiramento per intrappolare il nemico, ma i sardi si ritirarono in ordine sotto la copertura di 300 dragoni. L'esercito francese scese a Celle di Bellino dopo aver distrutto gli edifici di Gardetta. Si diressero poi a Bondormir ed ebbero difficoltà a prendere le trincee. Da qui si arrampicarono su Pietralunga e si unirono ad altri distaccamenti provenienti da sentieri paralleli. Chevert ora voleva un attacco immediato e un consiglio di guerra francese acconsentì a lanciare l'assalto il giorno dopo.
Non appena i piemontesi riuscirono a vedere il nemico in cima, distrussero le comunicazioni in partenza da Bondormir e prepararono le difese. Il nemico stava preparando un migliore percorso a zig-zag attraverso il burrone di Pietralunga sulla parete nord per raggiungere la cima della montagna. Chevert dovette preparare l'attacco con 1 500 uomini e prendere il Passo del Gatto, un profondo burrone con terreno scivoloso. Alla fine di questo divario, 400 granatieri piemontesi e una batteria di cannoni. Quando Chevert si mosse, la montagna era coperta da una fitta nebbia, e lui non riusciva a vedere le trincee. Ricevette lanci di granate da alcuni granatieri che lo avevano sentito ma non riuscivano a riconoscere la sua posizione. Chevert ordinò una discesa più veloce, per riparare le baionette, e per evitare qualsiasi scambio di fuoco con il nemico. Il nemico si ritirò verso la ridotta del Baraccone in grande confusione. I piemontesi abbandonarono le loro tende e bruciarono tre grandi cataste di legna per informare la guarnigione della Bicocca che Pietralunga era in mani francesi.
La colonna francese discese da Pietralunga senza grandi perdite, nonostante i bombardamenti di artiglieria pesante. Attaccò la seconda ridotta sulla cima del Battagliola, costringendo i sardi a fuggire. I francesi fermarono la loro avanzata a Battagliola e mantennero questa posizione per circa due ore per assistere alla messa e riposarsi un po'. In seguito avanzarono contro il fortino fortemente difeso di Monte Cavallo. I comandanti sardi erano Verger e il brigadiere Cavaliere Castagnole. Prima della battaglia Chevert mandò il suo aiutante di campo a Verger, un maggiore del Reggimento di Provenza, per intimare la resa o correre il rischio di far giustiziare l'intera guarnigione. Verger rifiutò l'appello alla resa. Chevert ordinò un attacco immediato, ma volle informare Givry affinché quest'ultimo venisse in suo aiuto. Chevert disse a Givry di non fare nulla senza aver prima ricevuto ordini. Le scarse condizioni di approvvigionamento convinsero Chevert che per salvare la situazione era necessario un attacco massiccio.
Le truppe di Chevert dovevano attaccare la batteria mentre la brigata di Poitou avanzava alla sua destra. Al centro c'era il reggimento di Provenza. Il colonnello Salis dovette prendere un altopiano sopra la gola di Bellino per evitare la presenza di quattro battaglioni sardi a sud della montagna.
La colonna avanzava senza approvvigionamenti per essere più efficiente in combattimento, ma non poteva avanzare in buono stato d'animo su tale terreno montuoso; alcuni soldati passarono agli altri e i tre corpi attaccarono in una sola grande colonna. Il tempo era molto buio in quel giorno e una grande nebbia fitta copriva la ridotta; i francesi arrivarono entro 50 metri dalle posizioni nemiche senza essere scoperti. Un feroce scambio di fuoco aprì la battaglia. I francesi erano su un terreno aperto e hanno preso un pesante colpo di pugno. Avevano combattuto per più di quattro ore a soli 10 passi dalle posizioni sarde e alla fine dovettero ritirarsi. Il balivo di Givry voleva continuare il combattimento e inviò una nuova linea di battaglioni. L'attacco fu rinnovato con tale coraggio e coraggio che i francesi raggiunsero nuovamente le palizzate, ma furono ricacciati con grandi perdite. Givry, ferito gravemente alla coscia durante questo secondo assalto, ordinò ai suoi uomini di ritirarsi.
Poiché l'ordine arrivò a metà dell'azione, i soldati del reggimento di Poitou vollero continuare la lotta e chiesero la bandiera. Questo era un momento pericoloso, con proiettili che volavano ovunque. Danois ordinò il ritiro perché molti ufficiali di grado superiore furono uccisi o feriti gravemente, ma i soldati non obbedirono. Sapevano che sarebbe stato un ritiro precario e decisero di abbattere la palizzata. Furono fortunati che il colonnello Salis lasciò la sua posizione in quel momento e attaccò la ridotta dalla parte posteriore. Questa azione decise la battaglia: quando i sardi si mossero per fermare l'attacco di Salis, una nuova carica da parte dei francesi portò tutti davanti a loro e costrinse i sardi a arrendersi.
La battaglia terminò un'ora prima della notte del 19 luglio 1744. L'esercito sardo perse 1 350 uomini. Significative furono anche le perdite francesi.

## Le conseguenze
Carlo Emanuele III tolse tutta l'artiglieria dalle fortezze di San Carlo e Bertola, quando sentì della sconfitta. Si recò al Casteldelfino per ricevere i 200 sopravvissuti al massacro di Monte Cavallo. Carlo lasciò il paese e si recò a Sampeyre, dove incontrò il generale Guibert, che si trovava a Bicocca. Diede anche l'ordine ai cavalieri di Cumiana di evacuare la valle Maira. Al marchese di Frabosa fu detto di lasciare la Valle Stura e di raggiungere la linea difensiva di Castigliole-Saluzzo, dove l'esercito principale era in attesa. I morti di Pietralunga furono sepolti sul campo di battaglia e i feriti furono trasferiti a Casteldelfino. I francesi feriti furono recuperati nelle rovine della ridotta del Monte Cavallo.
Danois, che ora era il comandante, concesse ai suoi soldati tre giorni di saccheggi a Bellino e Casteldelfino. Nelle prime ore del 20, i soldati francesi arrivarono in questi due villaggi e saccheggiarono case e chiese. A Bellino uccisero due uomini e a Casteldelfino presero i rifornimenti abbandonati delle forze sabaude. Il villaggio di Pontechianale fu salvato grazie alla generosità di Danois, ma dovette dare 50 uomini che furono usati per otto giorni per trasportare via dal fronte i soldati francesi feriti. Givry fu portato a Lione e morì pochi giorni dopo le sue ferite.

## Conclusione
Il Conte di Gages, arrivando con l'esercito spagnolo troppo tardi per unirsi al congiungimento scrive ai suoi colleghi in servizio con l'Infante Filippo: "Potremmo trovare ancora una volta occasione di eguagliare il valore francese in questa guerra, ma nessun esercito supererà mai la galanteria che ho visto a Casteldelfino". Il principe Conti, in un rapporto a Luigi XV di Francia, lo descriveva così: "l'azione più brillante e vivace che sia mai accaduta". Aggiunge: "Gli uomini che vi hanno mostrato valore al di là di tutta l'umanità. Le nostre brigate si sono sfoggiate nella gloria".
Mentre infuriava l'azione di Casteldelfino, la maggior parte dell'esercito franco-spagnolo si muoveva contro i sardi in Valle Stura e superava abilmente le fortificazioni nemiche lungo lo Stura di Demonte. Gli alleati avevano raggiunto le pianure del Piemonte meridionale. Questa battaglia viene talvolta ricordata come la "Battaglia di Pietralunga", per distinguerla dalla precedente "Battaglia di Casteldelfino" (ottobre 1743).